# B型链球菌感染
B型链球菌感染（英語：Group B streptococcal infection）是一种B族链球菌引起的感染。
B族链球菌（GBS）是常定植于我们体内的细菌之一，一般不会造成伤害，但会在分娩时对婴儿造成影响。

## 疫苗
B族链球菌暂时无特效疫苗。由于对过敏和筛查精确度的担心，目前也不建议在分娩前给予孕妇抗生素。

## 症状
困倦，哭泣，呼吸苦难，体温过高或过低，低血压，低血糖等。